# Nagatsuki (destroyer, 1926)
Pour les autres navires du même nom, voir Nagatsuki.
Le Nagatsuki (長月) est un destroyer de la classe Mutsuki construit pour la Marine impériale japonaise pendant les années 1920.

## Historique
Dans les années 1930, le Nagatsuki navigue au large de la Chine, participant à des opérations lors de la seconde guerre sino-japonaise et plus tard pendant l'invasion japonaise de l'Indochine en 1940.
Au moment de l'attaque sur Pearl Harbor, le Nagatsuki rejoint le 22e division de la 5e escadron de destroyers (3e flotte), déployée depuis le district de garde de Mako (Pescadores) dans le cadre de la force d'invasion japonaise pour l'opération M, au cours duquel il assiste les débarquements des forces japonaises dans le golfe de Lingayen et à Aparri. Alors qu'il se trouvait dans le golfe de Lingayen, le Nagatsuki est attaqué par mitraillage par des avions de l'USAAF, tuant un membre d'équipage et en blessant cinq autres.
Au début de 1942, le Nagatsuki escorte des convois de troupes vers l'Indochine française pour l'opération E (invasion de la Malaisie) et l'opération J (invasion de Java, Indes orientales néerlandaises) en février. À partir du 10 mars 1942, il est réaffecté à la Flotte de la région sud-ouest (Southwest Area Fleet) et escorte des convois de troupes entre Singapour et autour des Indes orientales néerlandaises occupées. Il retourne à l'arsenal naval de Sasebo pour des réparations le 19 septembre, rejoignant la flotte le 9 novembre.
À la fin de janvier 1943, le Nagatsuki escorte le transport d'hydravions Kamikawa Maru de Sasebo aux Shortland via Truk et Rabaul, couvrant au mois de février l'opération Ke (évacuations des troupes de Guadalcanal). Le 25 février, le Fumizuki est réaffecté dans la 8e flotte. Le destroyer participe à plusieurs missions de transport de troupes « Tokyo Express » à travers les îles Salomon jusqu'à la fin du mois d'avril. Les 4 et 5 juillet, alors qu'il se rendait à Kolombangara, le Nagatsuki (en compagnie des Yūnagi et Niizuki) participe à la destruction du destroyer USS Strong avec des torpilles.

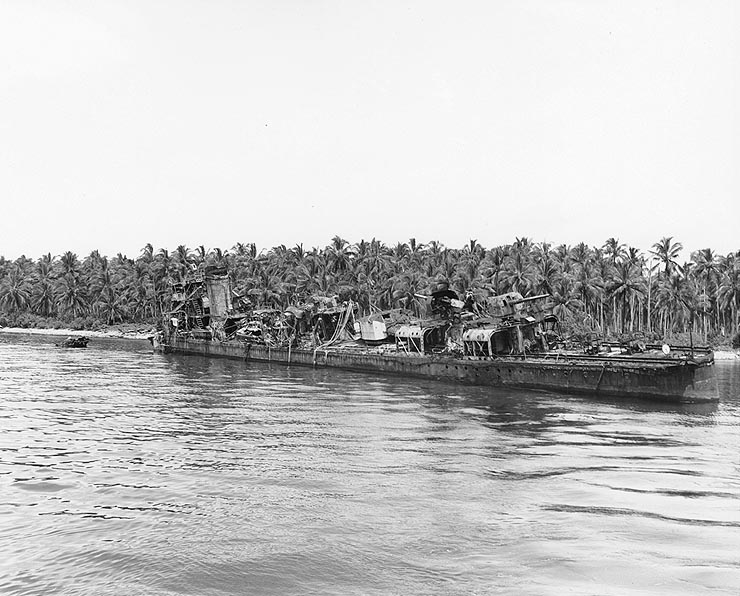
Épave du Nagatsuki près de Kolombangara, photographiée le 8 mai 1944.

Le jour suivant, au cours de la bataille du golfe de Kula, le Nagatsuki est gravement endommagé par un obus de six pouces. Le capitaine du navire, le capitaine de corvette Tameo Furukawa, l'échoue près du port de Bambari, à Kolombangara (8° 02′ S, 157° 12′ E), pour débarquer ses troupes. Malgré l'aide de son navire jumeau Satsuki, il s'avère impossible de le remorquer; il est alors attaqué et détruit le lendemain par l'aviation alliée. Les pertes de l'équipage font état de huit tués et treize blessés, les survivants rejoignirent à pied la base de l'armée impériale japonaise à Vila, près de Kolombangara.
Le Nagatsuki est rayé des listes de la marine le 1er octobre 1943.